# 北极镇 (漠河市)
北极镇原名漠河乡（穆麟德轉寫：Mo bira，蒙古名，又作墨河），是中国黑龙江省大兴安岭地区漠河市下属的一个镇，位于漠河北部，北隔黑龙江与俄罗斯相望，东接兴安镇，西接内蒙古，是中国最北的一个镇，在1917-1947年间为中国最北的县城，总面积为2383平方公里，常住人口2845人（2000年）。镇政府所在地北极村2006年被评为“中国最令人向往的20地方金牌荣誉单位”、“中国最值得外国人去的50个地方金奖”、2010年晋升为国家4A级旅游景区、被评为“首批全国特色景观旅游名镇（村）”、2016年10月，被国家发展改革委、财政部认定为第一批中国特色小镇。2019年被评为中国文化百强镇。
北极乡原名漠河乡，2000年为发展旅游业，更名为北极乡。2011年1月4日，黑龙江省民政厅批复同意撤销北极乡，设立北极镇。

## 行政区划
截止2021年，北极镇共辖3个行政村，分别是：
北极村、北红村和洛古河村。
洛古河村就端坐在黑龍江的源頭，被稱為黑龍江源頭第一村。 